# Гримана (Ровиго)
Гримана је насеље у Италији у округу Ровиго, региону Венето.
Према процени из 2011. у насељу је живело 33 становника. Насеље се налази на надморској висини од -4 м.